# 24 Horas de Le Mans de 2013
As 24 Horas de Le Mans de 2013 foi a 81.ª edição das 24 Horas de Le Mans. Iniciou-se a 22 de junho, às 15 horas, e terminou no domingo, 23 de junho de 2013, às 15 horas, no circuito de Sarthe, em Le Mans, França. Organizadoo pelo Automóvel Clube do Oeste (ACO), faz parte do Campeonato Mundial de Endurance da FIA de 2013. 245 mil espectadores estiveram no autódromo acompanhando a corrida.
O piloto brasileiro Lucas di Grassi alcançou a terceira colocação geral, pilotando pela equipe da montada Audi  . A prova marcou também a última vitória geral do dinamarquês Tom Kristensen que detém o recorde absoluto de nove vitórias gerais na prova francesa. Allan McNish e Loic Duval completaram o trio de vencedores da edição de 2013 .
A prova ficou marcada pelo acidente fatal do piloto dinamarquês Allan Simonsen, após colidir seu Aston Martin LMGTE no início da prova . Essa foi a primeira fatalidade na pista de Le Mans desde o acidente durante treinos pré-qualificatórios na edição de 1997 que vitimou o piloto francês Sébastien Enjolras . 

## Classificação Final

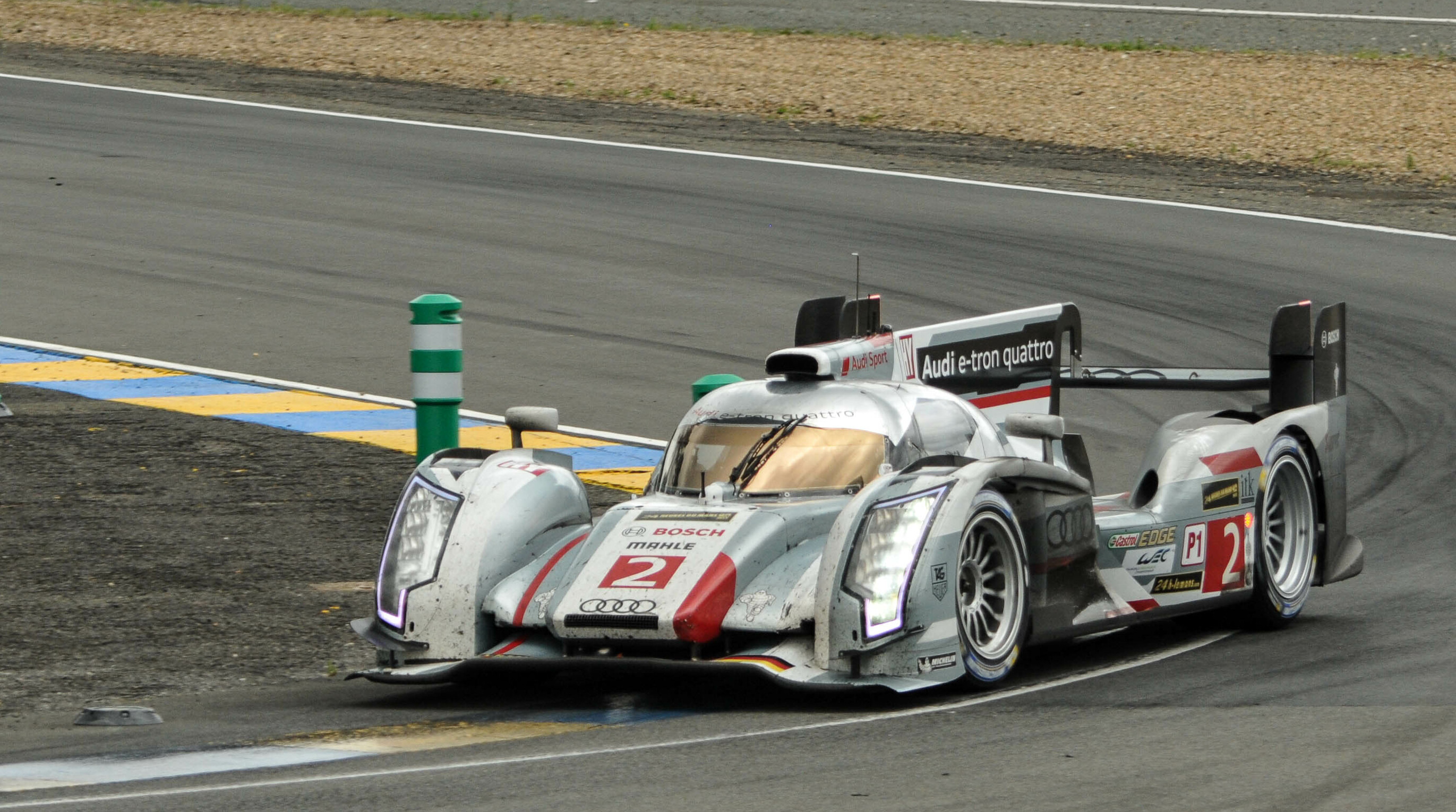
1. 2 Audi R18 e-tron quattro - Vencedor da edição de 2013.

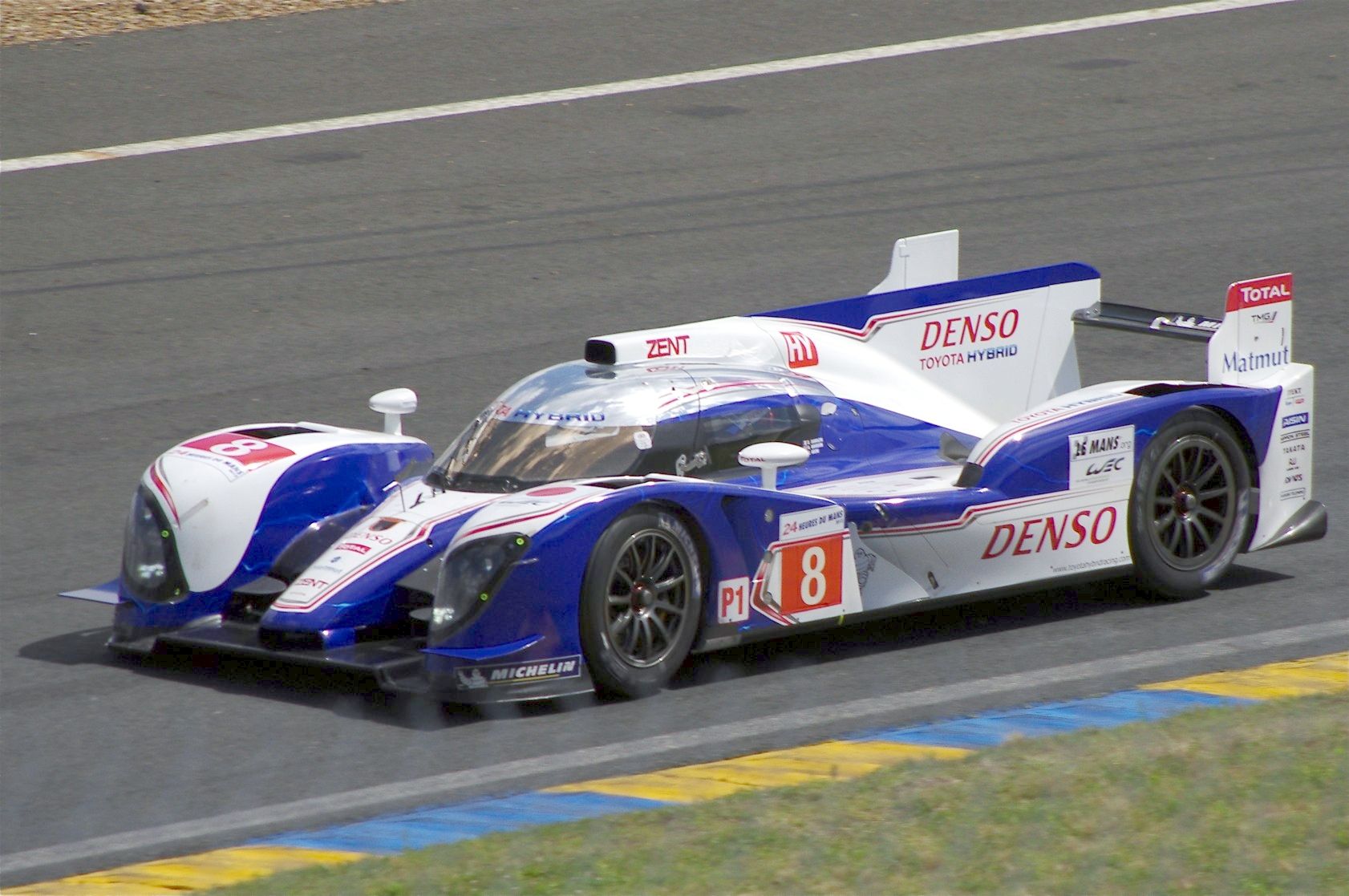
1. 8 Toyota TS030

Os vencedores da classe estão marcados em negrito. Os carros que terminam a corrida mas não completam 75 por cento da distância do vencedor são listados como não classificados (NC).
| Pos                                                                   | Classe Pos. | Nº | Equipe                   | Pilotos                                                | Chassis                                 | Pneus | Voltas |
| Pos                                                                   | Classe Pos. | Nº | Equipe                   | Pilotos                                                | Motor                                   | Pneus | Voltas |
| --------------------------------------------------------------------- | ----------- | -- | ------------------------ | ------------------------------------------------------ | --------------------------------------- | ----- | ------ |
| 1                                                                     | LMP1        | 2  | Audi Sport Team Joest    | Allan McNish Tom Kristensen Loïc Duval                 | Audi R18 e-tron quattro                 | M     | 348    |
| 1                                                                     | LMP1        | 2  | Audi Sport Team Joest    | Allan McNish Tom Kristensen Loïc Duval                 | Audi TDI 3.7 L Turbo V6 (Hybrid Diesel) | M     | 348    |
| 2                                                                     | LMP1        | 8  | Toyota Racing            | Anthony Davidson Stéphane Sarrazin Sébastien Buemi     | Toyota TS030 Hybrid                     | M     | 347    |
| 2                                                                     | LMP1        | 8  | Toyota Racing            | Anthony Davidson Stéphane Sarrazin Sébastien Buemi     | Toyota 3.4 L V8 (Hybrid)                | M     | 347    |
| 3                                                                     | LMP1        | 3  | Audi Sport Team Joest    | Marc Gené Oliver Jarvis Lucas di Grassi                | Audi R18 e-tron quattro                 | M     | 347    |
| 3                                                                     | LMP1        | 3  | Audi Sport Team Joest    | Marc Gené Oliver Jarvis Lucas di Grassi                | Audi TDI 3.7 L Turbo V6 (Hybrid Diesel) | M     | 347    |
| 4                                                                     | LMP1        | 7  | Toyota Racing            | Alexander Wurz Nicolas Lapierre Kazuki Nakajima        | Toyota TS030 Hybrid                     | M     | 341    |
| 4                                                                     | LMP1        | 7  | Toyota Racing            | Alexander Wurz Nicolas Lapierre Kazuki Nakajima        | Toyota 3.4 L V8 (Hybrid)                | M     | 341    |
| 5                                                                     | LMP1        | 1  | Audi Sport Team Joest    | André Lotterer Marcel Fässler Benoît Tréluyer          | Audi R18 e-tron quattro                 | M     | 338    |
| 5                                                                     | LMP1        | 1  | Audi Sport Team Joest    | André Lotterer Marcel Fässler Benoît Tréluyer          | Audi TDI 3.7 L Turbo V6 (Hybrid Diesel) | M     | 338    |
| 6                                                                     | LMP1        | 21 | Strakka Racing           | Nick Leventis Jonny Kane Danny Watts                   | HPD ARX-03c                             | M     | 332    |
| 6                                                                     | LMP1        | 21 | Strakka Racing           | Nick Leventis Jonny Kane Danny Watts                   | Honda LM-V8 3.4 L V8                    | M     | 332    |
| 7                                                                     | LMP2        | 35 | OAK Racing               | Bertrand Baguette Martin Plowman Ricardo González      | Morgan LMP2                             | D     | 329    |
| 7                                                                     | LMP2        | 35 | OAK Racing               | Bertrand Baguette Martin Plowman Ricardo González      | Nissan VK45DE 4.5 L V8                  | D     | 329    |
| 8                                                                     | LMP2        | 24 | OAK Racing               | Olivier Pla Alex Brundle David Heinemeier Hansson      | Morgan LMP2                             | D     | 328    |
| 8                                                                     | LMP2        | 24 | OAK Racing               | Olivier Pla Alex Brundle David Heinemeier Hansson      | Nissan VK45DE 4.5 L V8                  | D     | 328    |
| 9                                                                     | LMP2        | 42 | Greaves Motorsport       | Michael Krumm Jann Mardenborough Lucas Ordóñez         | Zytek Z11SN                             | D     | 327    |
| 9                                                                     | LMP2        | 42 | Greaves Motorsport       | Michael Krumm Jann Mardenborough Lucas Ordóñez         | Nissan VK45DE 4.5 L V8                  | D     | 327    |
| 10                                                                    | LMP2        | 49 | Pecom Racing             | Luís Pérez Companc Pierre Kaffer Nicolas Minassian     | Oreca 03                                | D     | 325    |
| 10                                                                    | LMP2        | 49 | Pecom Racing             | Luís Pérez Companc Pierre Kaffer Nicolas Minassian     | Nissan VK45DE 4.5 L V8                  | D     | 325    |
| 11                                                                    | LMP2        | 43 | Morand Racing            | Natacha Gachnang Franck Mailleux Olivier Lombard       | Morgan LMP2                             | D     | 320    |
| 11                                                                    | LMP2        | 43 | Morand Racing            | Natacha Gachnang Franck Mailleux Olivier Lombard       | Judd HK 3.6 L V8                        | D     | 320    |
| 12                                                                    | LMP2        | 48 | Murphy Prototypes        | Brendon Hartley Karun Chandhok Mark Patterson          | Oreca 03                                | D     | 319    |
| 12                                                                    | LMP2        | 48 | Murphy Prototypes        | Brendon Hartley Karun Chandhok Mark Patterson          | Nissan VK45DE 4.5 L V8                  | D     | 319    |
| 13                                                                    | LMP2        | 38 | Jota Sport               | Simon Dolan Oliver Turvey Lucas Luhr                   | Zytek Z11SN                             | D     | 319    |
| 13                                                                    | LMP2        | 38 | Jota Sport               | Simon Dolan Oliver Turvey Lucas Luhr                   | Nissan VK45DE 4.5 L V8                  | D     | 319    |
| 14                                                                    | LMP2        | 36 | Signatech-Alpine         | Pierre Ragues Nelson Panciatici Tristan Gommendy       | Alpine A450                             | M     | 317    |
| 14                                                                    | LMP2        | 36 | Signatech-Alpine         | Pierre Ragues Nelson Panciatici Tristan Gommendy       | Nissan VK45DE 4.5 L V8                  | M     | 317    |
| 15                                                                    | LMGTE Pro   | 92 | Porsche AG Team Manthey  | Marc Lieb Richard Lietz Romain Dumas                   | Porsche 911 RSR                         | M     | 315    |
| 15                                                                    | LMGTE Pro   | 92 | Porsche AG Team Manthey  | Marc Lieb Richard Lietz Romain Dumas                   | Porsche 4.0 L Flat-6                    | M     | 315    |
| 16                                                                    | LMGTE Pro   | 91 | Porsche AG Team Manthey  | Jörg Bergmeister Timo Bernhard Patrick Pilet           | Porsche 911 RSR                         | M     | 315    |
| 16                                                                    | LMGTE Pro   | 91 | Porsche AG Team Manthey  | Jörg Bergmeister Timo Bernhard Patrick Pilet           | Porsche 4.0 L Flat-6                    | M     | 315    |
| 17                                                                    | LMGTE Pro   | 97 | Aston Martin Racing      | Darren Turner Peter Dumbreck Stefan Mücke              | Aston Martin Vantage GTE                | M     | 314    |
| 17                                                                    | LMGTE Pro   | 97 | Aston Martin Racing      | Darren Turner Peter Dumbreck Stefan Mücke              | Aston Martin 4.5 L V8                   | M     | 314    |
| 18                                                                    | LMP2        | 34 | Race Performance         | Michel Frey Patric Niederhauser Jeroen Bleekemolen     | Oreca 03                                | D     | 314    |
| 18                                                                    | LMP2        | 34 | Race Performance         | Michel Frey Patric Niederhauser Jeroen Bleekemolen     | Judd HK 3.6 L V8                        | D     | 314    |
| 19                                                                    | LMGTE Pro   | 73 | Corvette Racing          | Antonio García Jan Magnussen Jordan Taylor             | Chevrolet Corvette C6.R                 | M     | 312    |
| 19                                                                    | LMGTE Pro   | 73 | Corvette Racing          | Antonio García Jan Magnussen Jordan Taylor             | Chevrolet 5.5 L V8                      | M     | 312    |
| 20                                                                    | LMGTE Pro   | 71 | AF Corse                 | Olivier Beretta Kamui Kobayashi Toni Vilander          | Ferrari 458 Italia GT2                  | M     | 312    |
| 20                                                                    | LMGTE Pro   | 71 | AF Corse                 | Olivier Beretta Kamui Kobayashi Toni Vilander          | Ferrari 4.5 L V8                        | M     | 312    |
| 21                                                                    | LMGTE Pro   | 51 | AF Corse                 | Gianmaria Bruni Giancarlo Fisichella Matteo Malucelli  | Ferrari 458 Italia GT2                  | M     | 311    |
| 21                                                                    | LMGTE Pro   | 51 | AF Corse                 | Gianmaria Bruni Giancarlo Fisichella Matteo Malucelli  | Ferrari 4.5 L V8                        | M     | 311    |
| 22                                                                    | LMGTE Pro   | 74 | Corvette Racing          | Oliver Gavin Richard Westbrook Tommy Milner            | Chevrolet Corvette C6.R                 | M     | 309    |
| 22                                                                    | LMGTE Pro   | 74 | Corvette Racing          | Oliver Gavin Richard Westbrook Tommy Milner            | Chevrolet 5.5 L V8                      | M     | 309    |
| 23                                                                    | LMP2        | 41 | Greaves Motorsport       | Alexander Rossi Eric Lux Tom Kimber-Smith              | Zytek Z11SN                             | D     | 307    |
| 23                                                                    | LMP2        | 41 | Greaves Motorsport       | Alexander Rossi Eric Lux Tom Kimber-Smith              | Nissan VK45DE 4.5 L V8                  | D     | 307    |
| 24                                                                    | LMGTE Pro   | 53 | SRT Motorsports          | Marc Goossens Dominik Farnbacher Ryan Dalziel          | SRT Viper GTS-R                         | M     | 306    |
| 24                                                                    | LMGTE Pro   | 53 | SRT Motorsports          | Marc Goossens Dominik Farnbacher Ryan Dalziel          | SRT 8.0 L V10                           | M     | 306    |
| 25                                                                    | LMGTE Am    | 76 | IMSA Performance Matmut  | Raymond Narac Christophe Bourret Jean-Karl Vernay      | Porsche 911 GT3 RSR                     | M     | 306    |
| 25                                                                    | LMGTE Am    | 76 | IMSA Performance Matmut  | Raymond Narac Christophe Bourret Jean-Karl Vernay      | Porsche 4.0 L Flat-6                    | M     | 306    |
| 26                                                                    | LMGTE Am    | 55 | AF Corse                 | Pierguiseppe Perazzini Lorenzo Casè Darryl O'Young     | Ferrari 458 Italia GT2                  | M     | 305    |
| 26                                                                    | LMGTE Am    | 55 | AF Corse                 | Pierguiseppe Perazzini Lorenzo Casè Darryl O'Young     | Ferrari 4.5 L V8                        | M     | 305    |
| 27                                                                    | LMGTE Am    | 61 | AF Corse                 | Jack Gerber Matt Griffin Marco Cioci                   | Ferrari 458 Italia GT2                  | M     | 305    |
| 27                                                                    | LMGTE Am    | 61 | AF Corse                 | Jack Gerber Matt Griffin Marco Cioci                   | Ferrari 4.5 L V8                        | M     | 305    |
| 28                                                                    | LMGTE Am    | 77 | Dempsey Del Piero-Proton | Patrick Dempsey Patrick Long Joe Foster                | Porsche 911 GT3 RSR                     | M     | 305    |
| 28                                                                    | LMGTE Am    | 77 | Dempsey Del Piero-Proton | Patrick Dempsey Patrick Long Joe Foster                | Porsche 4.0 L Flat-6                    | M     | 305    |
| 29                                                                    | LMGTE Am    | 50 | Larbre Compétition       | Julien Canal Patrick Bornhauser Ricky Taylor           | Chevrolet Corvette C6.R                 | M     | 302    |
| 29                                                                    | LMGTE Am    | 50 | Larbre Compétition       | Julien Canal Patrick Bornhauser Ricky Taylor           | Chevrolet 5.5 L V8                      | M     | 302    |
| 30                                                                    | LMGTE Am    | 96 | Aston Martin Racing      | Roald Goethe Jamie Campbell-Walter Stuart Hall         | Aston Martin Vantage GTE                | M     | 301    |
| 30                                                                    | LMGTE Am    | 96 | Aston Martin Racing      | Roald Goethe Jamie Campbell-Walter Stuart Hall         | Aston Martin 4.5 L V8                   | M     | 301    |
| 31                                                                    | LMGTE Pro   | 93 | SRT Motorsports          | Tommy Kendall Jonathan Bomarito Kuno Wittmer           | SRT Viper GTS-R                         | M     | 301    |
| 31                                                                    | LMGTE Pro   | 93 | SRT Motorsports          | Tommy Kendall Jonathan Bomarito Kuno Wittmer           | SRT 8.0 L V10                           | M     | 301    |
| 32                                                                    | LMP2        | 40 | Boutsen Ginion Racing    | Thomas Dagoneou Matt Downs Rodin Younessi              | Oreca 03                                | D     | 300    |
| 32                                                                    | LMP2        | 40 | Boutsen Ginion Racing    | Thomas Dagoneou Matt Downs Rodin Younessi              | Nissan VK45DE 4.5 L V8                  | D     | 300    |
| 33                                                                    | LMGTE Am    | 67 | IMSA Performance Matmut  | Pascal Gibon Patrice Milesi Wolf Henzler               | Porsche 911 GT3 RSR                     | M     | 300    |
| 33                                                                    | LMGTE Am    | 67 | IMSA Performance Matmut  | Pascal Gibon Patrice Milesi Wolf Henzler               | Porsche 4.0 L Flat-6                    | M     | 300    |
| 34                                                                    | LMGTE Pro   | 66 | JMW Motorsport           | Andrea Bertolini Abdulaziz al Faisal Khaled al Qubaisi | Ferrari 458 Italia GT2                  | D     | 300    |
| 34                                                                    | LMGTE Pro   | 66 | JMW Motorsport           | Andrea Bertolini Abdulaziz al Faisal Khaled al Qubaisi | Ferrari 4.5 L V8                        | D     | 300    |
| 35                                                                    | LMGTE Am    | 88 | Proton Competition       | Christian Ried Gianluca Roda Paolo Ruberti             | Porsche 911 GT3 RSR                     | M     | 300    |
| 35                                                                    | LMGTE Am    | 88 | Proton Competition       | Christian Ried Gianluca Roda Paolo Ruberti             | Porsche 4.0 L Flat-6                    | M     | 300    |
| 36                                                                    | LMGTE Am    | 75 | Prospeed Competition     | Emmanuel Collard François Perrodo Sebastien Crubilé    | Porsche 911 GT3 RSR                     | M     | 298    |
| 36                                                                    | LMGTE Am    | 75 | Prospeed Competition     | Emmanuel Collard François Perrodo Sebastien Crubilé    | Porsche 4.0 L Flat-6                    | M     | 298    |
| 37                                                                    | LMGTE Am    | 81 | 8 Star Motorsports       | Enzo Potolicchio Rui Águas Jason Bright                | Ferrari 458 Italia GT2                  | M     | 294    |
| 37                                                                    | LMGTE Am    | 81 | 8 Star Motorsports       | Enzo Potolicchio Rui Águas Jason Bright                | Ferrari 4.5 L V8                        | M     | 294    |
| 38                                                                    | LMP2        | 39 | DKR Engineering          | Olivier Porta Romain Brandela Stéphane Raffin          | Lola B11/40                             | D     | 280    |
| 38                                                                    | LMP2        | 39 | DKR Engineering          | Olivier Porta Romain Brandela Stéphane Raffin          | Judd HK 3.6 L V8                        | D     | 280    |
| 39                                                                    | LMP1        | 12 | Rebellion Racing         | Nicolas Prost Neel Jani Nick Heidfeld                  | Lola B12/60                             | M     | 275    |
| 39                                                                    | LMP1        | 12 | Rebellion Racing         | Nicolas Prost Neel Jani Nick Heidfeld                  | Toyota RV8KLM 3.4 L V8                  | M     | 275    |
| 40                                                                    | LMP1        | 13 | Rebellion Racing         | Mathias Beche Andrea Belicchi Congfu Cheng             | Lola B12/60                             | M     | 275    |
| 40                                                                    | LMP1        | 13 | Rebellion Racing         | Mathias Beche Andrea Belicchi Congfu Cheng             | Toyota RV8KLM 3.4 L V8                  | M     | 275    |
| 41                                                                    | LMGTE Am    | 70 | Larbre Compétition       | Cooper MacNeil Manuel Rodrigues Philippe Dumas         | Chevrolet Corvette C6.R                 | M     | 268    |
| 41                                                                    | LMGTE Am    | 70 | Larbre Compétition       | Cooper MacNeil Manuel Rodrigues Philippe Dumas         | Chevrolet 5.5 L V8                      | M     | 268    |
| Não classificado (NC) - Menos que 70% do total de voltas (243 voltas) |             |    |                          |                                                        |                                         |       |        |
| 42                                                                    | LMP2        | 33 | Level 5 Motorsports      | Scott Tucker Marino Franchitti Ryan Briscoe            | HPD ARX-03b                             | M     | 242    |
| 42                                                                    | LMP2        | 33 | Level 5 Motorsports      | Scott Tucker Marino Franchitti Ryan Briscoe            | Honda HR28TT 2.8 L Turbo V6             | M     | 242    |
| Não terminaram a corrida (DNF)                                        |             |    |                          |                                                        |                                         |       |        |
| 43                                                                    | LMP2        | 46 | Thiriet by TDS Racing    | Pierre Thiriet Ludovic Badey Maxime Martin             | Oreca 03                                | D     | 310    |
| 43                                                                    | LMP2        | 46 | Thiriet by TDS Racing    | Pierre Thiriet Ludovic Badey Maxime Martin             | Nissan VK45DE 4.5 L V8                  | D     | 310    |
| 44                                                                    | LMGTE Pro   | 99 | Aston Martin Racing      | Bruno Senna Frédéric Makowiecki Rob Bell               | Aston Martin Vantage GTE                | M     | 248    |
| 44                                                                    | LMGTE Pro   | 99 | Aston Martin Racing      | Bruno Senna Frédéric Makowiecki Rob Bell               | Aston Martin 4.5 L V8                   | M     | 248    |
| 45                                                                    | LMP2        | 45 | OAK Racing               | Jacques Nicolet Jean-Marc Merlin Philippe Mondolot     | Morgan LMP2                             | D     | 246    |
| 45                                                                    | LMP2        | 45 | OAK Racing               | Jacques Nicolet Jean-Marc Merlin Philippe Mondolot     | Nissan VK45DE 4.5 L V8                  | D     | 246    |
| 46                                                                    | LMP2        | 47 | KCMG                     | Alexandre Imperatori Matt Howson Ho-Pin Tung           | Morgan LMP2                             | M     | 241    |
| 46                                                                    | LMP2        | 47 | KCMG                     | Alexandre Imperatori Matt Howson Ho-Pin Tung           | Nissan VK45DE 4.5 L V8                  | M     | 241    |
| 47                                                                    | LMGTE Pro   | 98 | Aston Martin Racing      | Paul Dalla Lana Bill Auberlen Pedro Lamy               | Aston Martin Vantage GTE                | M     | 221    |
| 47                                                                    | LMGTE Pro   | 98 | Aston Martin Racing      | Paul Dalla Lana Bill Auberlen Pedro Lamy               | Aston Martin 4.5 L V8                   | M     | 221    |
| 48                                                                    | LMP2        | 32 | Lotus                    | Thomas Holzer Dominik Kraihamer Jan Charouz            | Lotus T128                              | D     | 219    |
| 48                                                                    | LMP2        | 32 | Lotus                    | Thomas Holzer Dominik Kraihamer Jan Charouz            | Praga 3.6 L V8                          | D     | 219    |
| 49                                                                    | LMP2        | 30 | HVM Status GP            | Johnny Mowlem Tony Burgess Jonathan Hirschi            | Lola B12/80                             | D     | 153    |
| 49                                                                    | LMP2        | 30 | HVM Status GP            | Johnny Mowlem Tony Burgess Jonathan Hirschi            | Judd HK 3.6 L V8                        | D     | 153    |
| 50                                                                    | LMGTE Am    | 54 | AF Corse                 | Yannick Mallégol Jean-Marc Bachelier Howard Blank      | Ferrari 458 Italia GT2                  | M     | 147    |
| 50                                                                    | LMGTE Am    | 54 | AF Corse                 | Yannick Mallégol Jean-Marc Bachelier Howard Blank      | Ferrari 4.5 L V8                        | M     | 147    |
| 51                                                                    | LMGTE Am    | 57 | Krohn Racing             | Tracy Krohn Niclas Jönsson Maurizio Mediani            | Ferrari 458 Italia GT2                  | M     | 111    |
| 51                                                                    | LMGTE Am    | 57 | Krohn Racing             | Tracy Krohn Niclas Jönsson Maurizio Mediani            | Ferrari 4.5 L V8                        | M     | 111    |
| 52                                                                    | LMP2        | 25 | Delta-ADR                | Tor Graves Archie Hamilton Shinji Nakano               | Oreca 03                                | D     | 101    |
| 52                                                                    | LMP2        | 25 | Delta-ADR                | Tor Graves Archie Hamilton Shinji Nakano               | Nissan VK45DE 4.5 L V8                  | D     | 101    |
| 53                                                                    | LMP2        | 28 | Gulf Racing Middle East  | Fabien Giroix Philippe Haezebrouck Keiko Ihara         | Lola B12/80                             | D     | 22     |
| 53                                                                    | LMP2        | 28 | Gulf Racing Middle East  | Fabien Giroix Philippe Haezebrouck Keiko Ihara         | Nissan VK45DE 4.5 L V8                  | D     | 22     |
| 54                                                                    | LMP2        | 31 | Lotus                    | Kevin Weeda James Rossiter Christophe Bouchut          | Lotus T128                              | D     | 17     |
| 54                                                                    | LMP2        | 31 | Lotus                    | Kevin Weeda James Rossiter Christophe Bouchut          | Praga 3.6 L V8                          | D     | 17     |
| 55                                                                    | LMGTE Am    | 95 | Aston Martin Racing      | Allan Simonsen Kristian Poulsen Christoffer Nygaard    | Aston Martin Vantage GTE                | M     | 2      |
| 55                                                                    | LMGTE Am    | 95 | Aston Martin Racing      | Allan Simonsen Kristian Poulsen Christoffer Nygaard    | Aston Martin 4.5 L V8                   | M     | 2      |
| Excluído (EXC)                                                        |             |    |                          |                                                        |                                         |       |        |
| 9                                                                     | LMP2        | 26 | G-Drive Racing           | Roman Rusinov John Martin Mike Conway                  | Oreca 03                                | M     | 327    |
| 9                                                                     | LMP2        | 26 | G-Drive Racing           | Roman Rusinov John Martin Mike Conway                  | Nissan VK45DE 4.5 L V8                  | M     | 327    |

### Lista de Inscritos[7]
| N°           | País                    | Equipe                  | Carro                    | Pneus | Piloto 1               | Piloto 2              | Piloto 3                 |
| LMP1         | LMP1                    | LMP1                    | LMP1                     | LMP1  | LMP1                   | LMP1                  | LMP1                     |
| ------------ | ----------------------- | ----------------------- | ------------------------ | ----- | ---------------------- | --------------------- | ------------------------ |
| 1            | Alemanha                | Audi Sport Team Joest   | Audi R18 e-tron quattro  | M     | André Lotterer         | Benoît Tréluyer       | Marcel Fässler           |
| 2            | Alemanha                | Audi Sport Team Joest   | Audi R18 e-tron quattro  | M     | Tom Kristensen         | Allan McNish          | Loïc Duval               |
| 3            | Alemanha                | Audi Sport Team Joest   | Audi R18 e-tron quattro  | M     | Marc Gené              | Oliver Jarvis         | Lucas di Grassi          |
| 7            | Japão                   | Toyota Racing           | Toyota TS030 Hybrid      | M     | Alexander Wurz         | Nicolas Lapierre      | Kazuki Nakajima          |
| 8            | Japão                   | Toyota Racing           | Toyota TS030 Hybrid      | M     | Anthony Davidson       | Stéphane Sarrazin     | Sébastien Buemi          |
| 12           | Suíça                   | Rebellion Racing        | Lola B12/60 Coupé-Toyota | M     | Nicolas Prost          | Neel Jani             | Nick Heidfeld            |
| 13           | Suíça                   | Rebellion Racing        | Lola B12/60 Coupé-Toyota | M     | Mathias Beche          | Andrea Belicchi       | Congfu Cheng             |
| 21           | Reino Unido             | Strakka Racing          | HPD ARX-03c-Honda        | M     | Nick Leventis          | Jonny Kane            | Danny Watts              |
| LMP2         |                         |                         |                          |       |                        |                       |                          |
| 24           | França                  | OAK Racing              | Morgan LMP2-Nissan       | D     | Olivier Pla            | Alex Brundle          | David Heinemeier Hansson |
| 25           | Reino Unido             | Delta-ADR               | Oreca 03-Nissan          | D     | Tor Graves             | Archie Hamilton       | Shinji Nakano            |
| 26           | Rússia                  | G-Drive Racing          | Oreca 03-Nissan          | D     | Roman Rusinov          | John Martin           | Mike Conway              |
| 28           | =Emirados Árabes Unidos | Gulf Racing Middle East | Lola B12/80-Nissan       | D     | Fabien Giroix          | Frédéric Fatien       | Keiko Ihara              |
| 30           | Canadá                  | HVM Status GP           | Lola B12/80-Judd         | D     | Johnny Mowlem          | Tony Burgess          | Jonathan Hirschi         |
| 31           | República Checa         | Lotus                   | Lotus T128-Praga         | D     | Kevin Weeda            | James Rossiter        | Christophe Bouchut       |
| 32           | República Checa         | Lotus                   | Lotus T128-Praga         | D     | Thomas Holzer          | Dominik Kraihamer     | Jan Charouz              |
| 33           | Estados Unidos          | Level 5 Motorsports     | HPD ARX-03b-Honda        | M     | Scott Tucker           | Marino Franchitti     | Ryan Briscoe             |
| 34           | Suíça                   | Race Performance        | Oreca 03-Judd            | D     | Michel Frey            | Patric Niederhauser   | Jeroen Bleekemolen       |
| 35           | França                  | OAK Racing              | Morgan LMP2-Nissan       | D     | Bertrand Baguette      | Martin Plowman        | Ricardo González         |
| 36           | França                  | Signatech Alpine        | Alpine A450-Nissan       | M     | Pierre Ragues          | Nelson Panciatici     | Tristan Gommendy         |
| 38           | Reino Unido             | Jota Sport              | Zytek Z11SN-Nissan       | D     | Simon Dolan            | Oliver Turvey         | Lucas Luhr               |
| 39           | Luxemburgo              | DKR Engineering         | Lola B11/40-Judd         | D     | Olivier Porta          | Romain Brandela       | Stéphane Raffin          |
| 40           | Bélgica                 | Boutsen Ginion Racing   | Oreca 03-Nissan          | D     | Thomas Dagoneau        | Matt Downs            | Rodin Younessi           |
| 41           | Reino Unido             | Greaves Motorsport      | Zytek Z11SN-Nissan       | D     | Alexander Rossi        | Tom Kimber-Smith      | Eric Lux                 |
| 42           | Reino Unido             | Greaves Motorsport      | Zytek Z11SN-Nissan       | D     | Michael Krumm          | Jann Mardenborough    | Lucas Ordóñez            |
| 43           | Suíça                   | Morand Racing           | Morgan LMP2-Judd         | D     | Natacha Gachnang       | Franck Mailleux       | Olivier Lombard          |
| 45           | França                  | OAK Racing              | Morgan LMP2-Nissan       | D     | Jacques Nicolet        | Jean-Marc Merlin      | Philippe Mondolot        |
| 46           | França                  | Thiriet by TDS Racing   | Oreca 03-Nissan          | D     | Pierre Thiriet         | Ludovic Badey         | Maxime Martin            |
| 47           | China                   | KCMG                    | Morgan LMP2-Nissan       | M     | Alexandre Imperatori   | Matt Howson           | Ho-Pin Tung              |
| 48           | República da Irlanda    | Murphy Prototypes       | Oreca 03-Nissan          | D     | Brendon Hartley        | Karun Chandhok        | Mark Patterson           |
| 49           | Argentina               | Pecom Racing            | Oreca 03-Nissan          | M     | Luís Pérez Companc     | Pierre Kaffer         | Nicolas Minassian        |
| LMGTE Pro    |                         |                         |                          |       |                        |                       |                          |
| 51           | Itália                  | AF Corse                | Ferrari 458 Italia GT2   | M     | Gianmaria Bruni        | Giancarlo Fisichella  | Matteo Malucelli         |
| 53           | Estados Unidos          | SRT Motorsports         | SRT Viper GTS-R          | M     | Dominik Farnbacher     | Marc Goossens         | Ryan Dalziel             |
| 66           | Reino Unido             | JMW Motorsport          | Ferrari 458 Italia GT2   | D     | Andrea Bertolini       | Abdulaziz al Faisal   | Khaled al Qubaisi        |
| 71           | Itália                  | AF Corse                | Ferrari 458 Italia GT2   | M     | Olivier Beretta        | Kamui Kobayashi       | Toni Vilander            |
| 73           | Estados Unidos          | Corvette Racing         | Chevrolet Corvette C6.R  | M     | Antonio García         | Jan Magnussen         | Jordan Taylor            |
| 74           | Estados Unidos          | Corvette Racing         | Chevrolet Corvette C6.R  | M     | Oliver Gavin           | Tommy Milner          | Richard Westbrook        |
| 91           | Alemanha                | Porsche AG Team Manthey | Porsche 911 RSR          | M     | Marc Lieb              | Richard Lietz         | Timo Bernhard            |
| 92           | Alemanha                | Porsche AG Team Manthey | Porsche 911 RSR          | M     | Jörg Bergmeister       | Patrick Pilet         | Romain Dumas             |
| 93           | Estados Unidos          | SRT Motorsports         | SRT Viper GTS-R          | M     | Kuno Wittmer           | Tommy Kendall         | Jonathan Bomarito        |
| 97           | Reino Unido             | Aston Martin Racing     | Aston Martin Vantage GTE | M     | Stefan Mücke           | Darren Turner         | Peter Dumbreck           |
| 98           | Reino Unido             | Aston Martin Racing     | Aston Martin Vantage GTE | M     | Paul Dalla Lana        | Pedro Lamy            | Bill Auberlen            |
| 99           | Reino Unido             | Aston Martin Racing     | Aston Martin Vantage GTE | M     | Frederic Makowiecki    | Bruno Senna           | Rob Bell                 |
| LMGTE Am     |                         |                         |                          |       |                        |                       |                          |
| 50           | França                  | Larbre Compétition      | Chevrolet Corvette C6.R  | M     | Patrick Bornhauser     | Julien Canal          | Ricky Taylor             |
| 54           | Itália                  | AF Corse                | Ferrari 458 Italia GT2   | M     | Yannick Mallégol       | Jean-Marc Bachelier   | Howard Blank             |
| 55           | Itália                  | AF Corse                | Ferrari 458 Italia GT2   | M     | Piergiuseppe Perazzini | Darryl O'Young        | Lorenzo Casè             |
| 57           | Estados Unidos          | Krohn Racing            | Ferrari 458 Italia GT2   | M     | Tracy Krohn            | Niclas Jönsson        | Maurizio Mediani         |
| 61           | Itália                  | AF Corse                | Ferrari 458 Italia GT2   | M     | Jack Gerber            | Matt Griffin          | Marco Cioci              |
| 67           | França                  | IMSA Performance Matmut | Porsche 997 GT3-RSR      | M     | Pascal Gibon           | Patrice Milesi        | Wolf Henzler             |
| 70           | França                  | Larbre Compétition      | Chevrolet Corvette C6.R  | M     | Cooper MacNeil         | Manuel Rodrigues      | Philippe Dumas           |
| 76           | França                  | IMSA Performance Matmut | Porsche 997 GT3-RSR      | M     | Raymond Narac          | Jean-Karl Vernay      | Christophe Bourret       |
| 77           | Estados Unidos          | Dempsey Racing-Proton   | Porsche 997 GT3-RSR      | M     | Patrick Dempsey        | Joe Foster            | Patrick Long             |
| 81           | Estados Unidos          | 8Star Motorsports       | Ferrari 458 Italia GT2   | M     | Enzo Potolicchio       | Rui Águas             | Jason Bright             |
| 88           | Alemanha                | Proton Competition      | Porsche 997 GT3-RSR      | M     | Christian Ried         | Gianluca Roda         | Paolo Ruberti            |
| 95           | Reino Unido             | Aston Martin Racing     | Aston Martin Vantage GTE | M     | Allan Simonsen         | Christoffer Nygaard   | Kristian Poulsen         |
| 96           | Reino Unido             | Aston Martin Racing     | Aston Martin Vantage GTE | M     | Roald Goethe           | Jamie Campbell-Walter | Stuart Hall              |
| Invitational |                         |                         |                          |       |                        |                       |                          |
| 0            | França                  | GreenGT Technologies    | GreenGT H2               | D     | Christian Pescatori    | por anunciar          | por anunciar             |